# Středomoravský župní přebor 1970/1971
V soubojích 2. ročníku Středomoravského župního přeboru 1970/71 (jedna ze skupin 5. fotbalové ligy) se utkalo 14 týmů dvoukolovým systémem podzim – jaro. Tento ročník začal v srpnu 1970 a skončil v květnu 1971.

## Nové týmy v sezoně 1970/71
- Z Divize D 1969/70 sestoupilo do Středomoravského župního přeboru mužstvo TJ Gottwaldov „B“.
- Ze skupin I. A třídy Středomoravské župy 1969/70 postoupila mužstva TJ Slovan Černovír (vítěz skupiny A)[1] a TJ Spartak Uherský Brod (vítěz skupiny B).[2]

## Konečná tabulka
Zdroj: 
| Poř. | Tým                               | Z  | V  | R | P  | VG | OG | B  |
| ---- | --------------------------------- | -- | -- | - | -- | -- | -- | -- |
| 1.   | TJ Fatra Napajedla                | 26 | 15 | 7 | 4  | 56 | 26 | 37 |
| 2.   | TJ Jiskra Staré Město             | 26 | 14 | 6 | 6  | 66 | 33 | 34 |
| 3.   | TJ Gottwaldov „B“ (S)             | 26 | 13 | 6 | 7  | 42 | 21 | 32 |
| 4.   | TJ Spartak Hluk                   | 26 | 13 | 6 | 7  | 34 | 20 | 32 |
| 5.   | TJ Meochema Přerov                | 26 | 14 | 3 | 9  | 42 | 30 | 31 |
| 6.   | TJ Dolní Němčí                    | 26 | 11 | 5 | 10 | 30 | 46 | 27 |
| 7.   | TJ Sigma Hodolany                 | 26 | 8  | 9 | 9  | 26 | 38 | 25 |
| 8.   | TJ Spartak PS Přerov              | 26 | 9  | 5 | 12 | 43 | 46 | 23 |
| 9.   | TJ Spartak Uherský Brod (N)       | 26 | 9  | 5 | 12 | 39 | 46 | 23 |
| 10.  | TJ Slovan Černovír (N)            | 26 | 8  | 7 | 11 | 31 | 46 | 23 |
| 11.  | TJ LET Kunovice                   | 26 | 6  | 8 | 12 | 26 | 40 | 20 |
| 12.  | TJ Družstevník Ostrožská Nová Ves | 26 | 6  | 8 | 12 | 34 | 55 | 20 |
| 13.  | TJ Spoje Olomouc                  | 26 | 7  | 5 | 14 | 30 | 49 | 19 |
| 14.  | TJ Rudné doly Jeseník             | 26 | 6  | 5 | 15 | 37 | 54 | 17 |

Poznámky:
- Z = Odehrané zápasy; V = Vítězství; R = Remízy; P = Prohry; VG = Vstřelené góly; OG = Obdržené góly; B = Body; (S) = Mužstvo sestoupivší z vyšší soutěže; (N) = Mužstvo postoupivší z nižší soutěže (nováček)

|  | Postup do Divize D 1971/72                              |
|  | Sestup do skupin I. A třídy Středomoravské župy 1971/72 |